# 莫斯科 (密西西比州)
莫斯科（英語：Moscow）是位於美國密西西比州肯珀縣的非建制地區。

## 歷史
莫斯科的郵局於1871年設立，其後於1922年停運。當地於1900年時有30人。

## 地理
莫斯科所處的海拔為高於海平面155米（即509英呎），而該地所採用的時區為UTC-6，即北美中部時區（CST）。同時該地設有夏令時間，為UTC-6調快一小時，即UTC-5（CDT）。